# Llibre d'Habacuc
El llibre d'Habacuc és un llibre profètic de l'Antic Testament on el profeta Habacuc es dirigeix als hebreus per animar-los a confiar en Déu. El text va ser escrit al segle vii aC. Associat al Temple de Jerusalem, el relat se situa durant els anys d'opressió del Regne de Judà per Babilònia després de la caiguda de Nínive. Habacuc seria contemporani de Jeremies. Al llibre es narren els diàlegs entre el profeta i la divinitat, on l'home es pregunta pel destí del seu poble, que ha caigut en la impietat i Déu respon que els infortunis que pateix (sobretot per les invasions externes) són un càstig que remetrà quan tornin al camí de la fe. El llibre és ple de lamentacions i oracles, imprecacions contra l'enemic impiu i una oració final que celebra la intervenció de Déu. Els Manuscrits de la mar Morta incorporen un extens comentari sobre els dos primers capítols d'aquest llibre.